# Бядашкі (Лодзинське воєводство)
Бядашкі (пол. Biadaszki) — село в Польщі, у гміні Ґалевиці Верушовського повіту Лодзинського воєводства.
Населення — 304 особи (2011).
У 1975-1998 роках село належало до Каліського воєводства.

## Демографія
Демографічна структура станом на 31 березня 2011 року:
|          | Загалом | Допрацездатний вік | Працездатний вік | Постпрацездатний вік |
| -------- | ------- | ------------------ | ---------------- | -------------------- |
| Чоловіки | 151     | 35                 | 103              | 13                   |
| Жінки    | 153     | 37                 | 85               | 31                   |
| Разом    | 304     | 72                 | 188              | 44                   |